# Чучук, Маркиян Евгеньевич
Маркиян Евгеньевич Чучук (укр. Маркіян Євгенович Чучук; род. 11 марта 1961, Станислав, Украинская ССР) — украинский государственный деятель, дипломат. Чрезвычайный и Полномочный Посол Украины в Пакистане с 17 апреля 2020 года.

## Биография
Родился 11 марта 1961 года в Станиславе. В 1983 году окончил биологический факультет Черновицкого университета.
В 1983—1990 годах — работал старшим лаборантом, ассистентом кафедры биологии Ивано-Франковского государственного медицинского института. Основатель Ивано-Франковского культурно-научного общества «Рух»; член НРУ, член Большого Совета НРУ; член Главного совета Общества украинского языка им. Шевченко; член Демократической партии Украины.
4 марта 1990 года — избран народным депутатом Украины, входил в Народный Совет, фракция Народного руха Украины, фракции Конгресса национально-демократических сил. Председатель подкомиссии по вопросам реализации законодательства в области прав человека, комиссии ВР Украины по правам человека.
В 1990—1994 годах — третий секретарь Посольства Украины в РФ.
С мая 1994 по август 1998 года — первый секретарь Посольства Украины в РФ.
С августа 1998 по июнь 2000 года — консультант, руководитель отдела анализа мировых процессов и развития отделения политического анализа и планирования МИД Украины.
С июня 2000 по декабрь 2005 года — представитель главы Офиса ООН в Грузии.
С февраля 2006 по октябрь 2007 года — заместитель директора, руководитель отделения анализа международных отношений политического департамента МИД Украины.
С октября 2007 по июнь 2008 года — заместитель директора политического департамента МИД Украины.
С 3 июня 2008 по 31 марта 2014 года — Чрезвычайный и Полномочный Посол Украины в Королевстве Таиланд.
С 10 августа 2009 по 31 марта 2014 года — Чрезвычайный и Полномочный Посол Украины в Лаосской Народно-Демократической Республике по совместительству.
С 13 октября 2009 по 31 марта 2014 года — Чрезвычайный и Полномочный Посол Украины в Союзе Мьянма по совместительству.
С 17 апреля 2020 года — Чрезвычайный и Полномочный Посол Украины в Исламской Республике Пакистан.

## Личная жизнь
Женат, имеет сына. Владеет английским языком.

## Дипломатический ранг
- Чрезвычайный и Полномочный Посол Украины[1]